# Diplocephalus mystacinus
Diplocephalus mystacinus là một loài nhện trong họ Linyphiidae.
Loài này thuộc chi Diplocephalus. Diplocephalus mystacinus được Eugène Simon miêu tả năm 1884.